# Sidi Mohammed Lakhdar
Le cheikh Sidi Mohammed ben Abdallah dit El Akhdar ou Lakhdar est un maître soufi de la confrérie Tijaniyya, mort en 1909. Il fut disciple de Sidi Tahar Bou Tayeb,, qui lui-même était compagnon et disciple de Ahmed Tijani. Mohammad Lakhdar fut également le maître du cheikh Hamallah, le fondateur du hamallisme, puis en devint le disciple.

## Doctrine
Il participa à établir dans les différents territoires sub-sahariens où s'était implantée la confrérie une modification dans le rite, à savoir la récitation des onze oraisons (wird) tiré du livre La Perle de la Perfection de Ahmed Tijani au lieu de douze, modification conservée par le hamallisme. Cet épisode de l'existence de Mohammad Lakhdar est relaté par l'écrivain Amadou Hampâté Bâ.